# Brazil International 2001
Die Brazil International 2001 (auch São Paulo International 2001 genannt) im Badminton fanden Mitte Oktober 2001 in São Paulo statt.

## Sieger und Platzierte
| Disziplin    | Gold                                  | Silber                            | Bronze                                  |
| ------------ | ------------------------------------- | --------------------------------- | --------------------------------------- |
| Herreneinzel | Kevin Han                             | Eric Go                           | Giovanni Traina                         |
| Herreneinzel | Kevin Han                             | Eric Go                           | Cristiano Bevilacqua                    |
| Dameneinzel  | Agnese Allegrini                      | Mesinee Mangkalakiri              | Patricia Oelke                          |
| Dameneinzel  | Agnese Allegrini                      | Mesinee Mangkalakiri              | Silene Zoia                             |
| Herrendoppel | Howard Bach Kevin Han                 | Guilherme Pardo Ricardo Trevelin  | Stefano Infantino Fabio Morino          |
| Herrendoppel | Howard Bach Kevin Han                 | Guilherme Pardo Ricardo Trevelin  | Christian Bernhard Cristiano Bevilacqua |
| Damendoppel  | Agnese Allegrini Federica Panini      | Maria Luisa Mur Silene Zoia       | Sandra Cattaneo Miashiro Min Huai Hao   |
| Damendoppel  | Agnese Allegrini Federica Panini      | Maria Luisa Mur Silene Zoia       | Mesinee Mangkalakiri Carina Ozaki       |
| Mixed        | Cristiano Bevilacqua Agnese Allegrini | Stefano Infantino Maria Luisa Mur | Alessio di Lenardo Silene Zoia          |
| Mixed        | Cristiano Bevilacqua Agnese Allegrini | Stefano Infantino Maria Luisa Mur | Christian Bernhard Federica Panini      |